# Vladimír Petříček
Vladimír Petříček, född den 17 juni 1948 i Libiš i Tjeckien, är en tjeckoslovakisk roddare.
Han tog OS-brons i fyra utan styrman i samband med de olympiska roddtävlingarna 1972 i München.